# Sint-Jozefskerk (Rocourt)

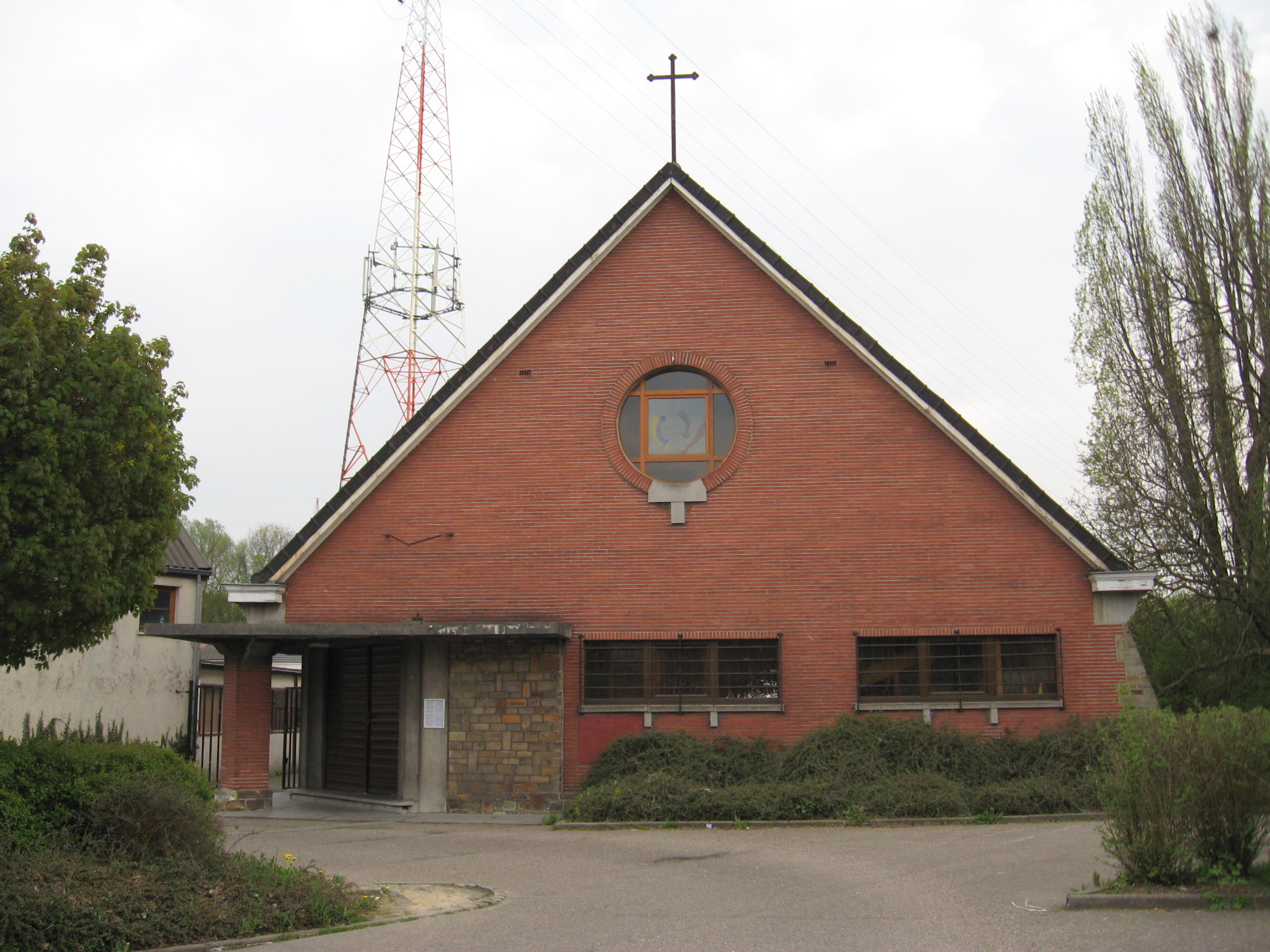
Sint-Jozefskerk

De Sint-Jozefskerk (Église Saint-Joseph) is de tweede parochiekerk van Rocourt.

## Geschiedenis
Al in 1903 vond de pastoor van de Sint-Leoparochie dat zijn parochie te uitgestrekt was, temeer daar het dorp zich naar het westen had uitgebreid. Pas in 1949 kon met de bouw van een kapel, naar ontwerp van Richard Gritten, begonnen worden en in 1950 werd deze ingewijd. In 1951 werd deze verheven tot parochiekerk en kreeg een eigen pastoor. Dit duurde tot 1985. Wegens gebrek aan priesters kwamen beide parochies van Rocourt toen weer onder één pastoor.

## Gebouw
De Sint-Jozefskerk is een eenvoudig bakstenen gebouw onder zadeldak. Er is geen toren, slechts een eenvoudig kruis op de nok van het dak toont aan dat het om een kerk gaat.